# Volkswagen Jetta Pionier
 (janvier 2015).
Si vous disposez d'ouvrages ou d'articles de référence ou si vous connaissez des sites web de qualité traitant du thème abordé ici, merci de compléter l'article en donnant les références utiles à sa vérifiabilité et en les liant à la section « Notes et références ».
La Volkswagen Jetta Pionier, est un modèle d'automobile Volkswagen chinois produit par FAW Volkswagen dans les usines de Changchun et Chengdu. Elle est lancée en mars 2010 et remplace dès sa sortie la Volkswagen Jetta König. En février 2013, elle est remplacée par la Volkswagen New Jetta.

## Caractéristiques

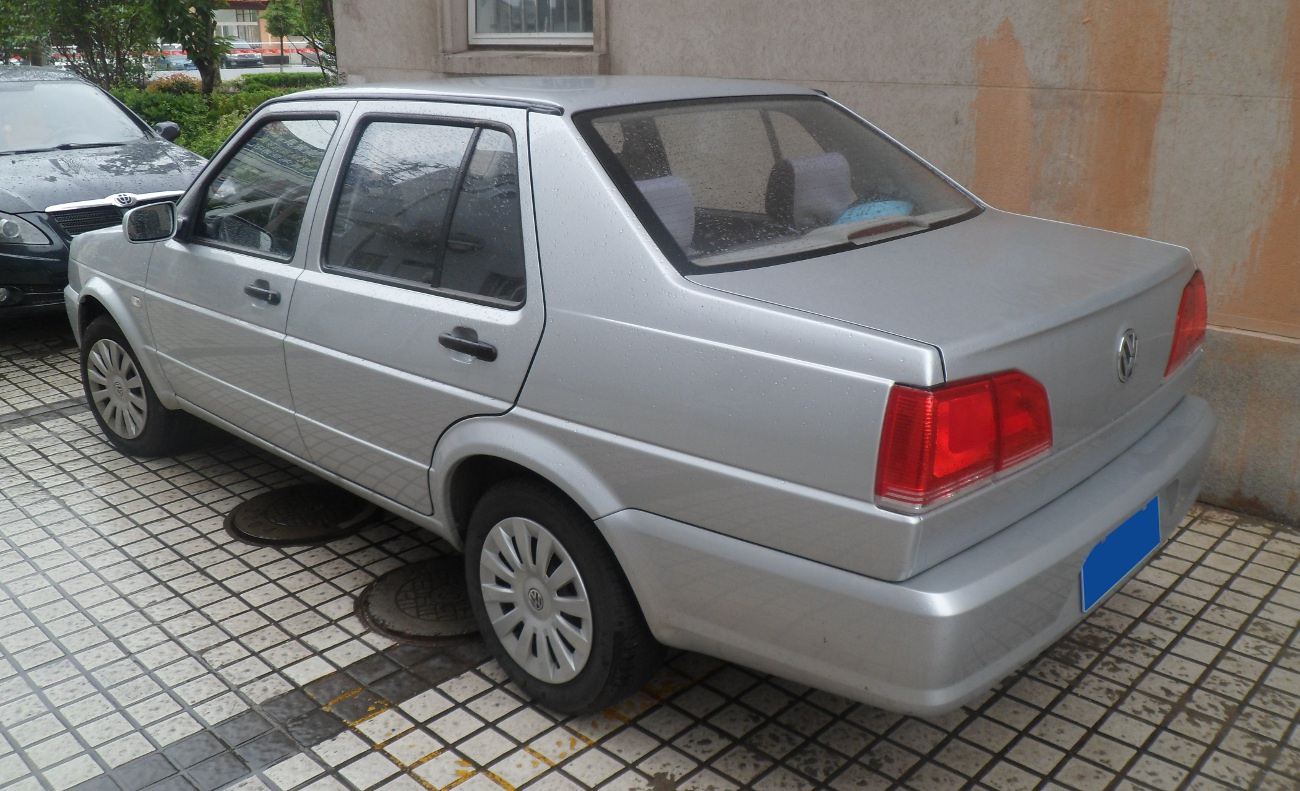
Jetta Pioner vue de derrière

La Jetta Pionier était principalement une version faceliftet du König qui est le résultat de la combinaison technique entre Volkswagen Jetta et Passat de Volkswagen. La Jetta Pionier a été construite sur la plate-forme B2 comme il a été utilisé pour ses prédécesseurs.
Le nouvel extérieur a apporté une nouvelle production et des ventes record. Il a obtenu feux arrière tabliers nouvelle avant et une nouvelle calandre. En outre, il y avait un nouveau tableau de bord avec un volant à trois branches et un coussin gonflable de sécurité (« airbag ») conducteur de série pour souligner le nouvel aspect sportif de la Jetta. Les autres caractéristiques standard étaient un lecteur CD avec fonction MP3, un système ISOFIX pour sièges d'enfant, l'alarme de la ceinture de sécurité pour le conducteur et un système de freinage antiblocage et EBD pour une meilleure répartition de la force de freinage. Seul le taxi a eu des rétroviseurs réglables électriquement.
Le RSH 1,6 litre d'une puissance de 70 kW a servi de moteur standard. La consommation est indiquée à 6,1 litres aux 100 km. Cependant, la consommation de carburant la plus favorable est celle du moteur diesel 1,9 litre en option avec une puissance de 47 kW, avec 4,5 litres aux 100 km.
Cette version de la Jetta n'était pas offert dans diverses gammes d'équipement. C'était un modèle unitaire pour le marché chinois. Il se distingue seulement en voiture de la famille et de taxi.